# Yoshitarō Nagata
Yoshitarō Nagata (jap. 永田吉太郎 Nagata Yoshitarō; ur. 28 grudnia 1929) – japoński pięściarz, uczestnik Igrzysk Olimpijskich w 1952 w Helsinkach. Na igrzyskach wziął udział w turnieju w wadze muszej, w pierwszej walce przegrał 1:2 z reprezentantem Rumunii Mirceą Dobrescu.